# 고무로역
고무로역(일본어: 小室駅, こむろえき)은 일본 지바현 후나바시시에 있는 호쿠소 철도 호쿠소 선의 역이다. 역 번호는 HS11이다. 후나바시 시 내의 역으로는 가장 북쪽에 위치한다.

## 역 구조
섬식 승강장 1면 2선과 단선 승강장 1면 1선으로 총 2면 3선의 지상역에서 교상역사를 갖는다. 출입구는 북문만 개설한다. 대합실과 플랫폼 사이를 연결하는 엘리베이터 및 에스컬레이터가 설치되어 있다.
2010년 7월 17일, 게이세이 전철 나리타 공항선(나리타 스카이액세스)의 개통에 맞추어 당역 구내의 선형 개량이 시공됐고, 2008년 4월 19일에 신 상행 플랫폼(신 1번 선)의 공용을 개시했다. 2번 선과 3번 선(구, 1번 선과 2번 선)은 하행 전용 플랫폼으로 되어, 동년 9월 13일에 신 2번 선 플랫폼의 부분 공용을 개시했다.

### 타는 곳
| 1    | 호쿠소 선 | 신카마가야・히가시마쓰도・게이세이타카사고 방면 게이세이 선 아오토・오시아게 방면 ○ 도영 지하철 아사쿠사 선 아사쿠사・니혼바시・센가쿠지・니시마고메 방면 게이힌 급행 전철 시나가와・하네다 공항・요코하마・게이큐 구리하마・미사키구치 방면 |
| 2・3 | 호쿠소 선 | 지바뉴타운추오・인자이마키노하라・인바니혼이다이・나리타 공항 방면 |

- 본 역에서 지바뉴타운추오 역 방향 쪽으로 호쿠소 철도 및 지바 뉴타운 철도 회사선 경계점이 있다. 역으로는 본 역이 경계이다.
- 과거에는 3번 선에 정기 열차가 입선하는 것이 아닌 시간표 혼란이 있을 때 통과 열차를 대피하는 경우에 사용됐지만 2014년 1월 현재는 하루 몇 편의 입선이 설정되어 있다.

## 역세권 정보
주변은 지바 뉴타운에서 유일하게 후나바시 시 내에 위치하는 영역이다. 역 북쪽에는 주택・도시 정비 공단(현, 도시 재생 기구)에 의한 개발된 단지나 주택지가 이어지고 있지만 남쪽은 개발되지 않았다. 역 서쪽에 국도 제16호선이 달린다.
- 후나바시 시 고무로 공민관
- 후나바시 고무로 역전 우체국
- 지바 현립 후나바시 현민의 숲
- 고무로 공원
- 고무로 소셜 빌딩
- 고무로 하이랜드
- 국도 제464호선
- 지바 현도 제193호선
- 슈메이 대학

## 역사
- 1979년 3월 8일: 영업 개시. 제1기 선 개업시의 종점.
- 1984년 3월 19일: 주택・도시 정비 공단(당시) 지바 뉴타운 선, 당역 ~ 지바뉴타운추오 간 개업.
- 1988년 4월 1일: 운행 형태 변경에 따른 노선 통합으로 호쿠소・공단 선의 역이 됨.
- 2003년 9월 15일: 도요 버스가 철수함.
- 2004년 7월 1일: 도시 기반 정비공단 보유 구간이 지바 뉴타운 철도로의 이관에 따라 호쿠소 선의 역이 됨.
- 2008년
  - 4월 19일: 상행선의 선형 개량에 따라 신 1번 선의 공용 개시.
  - 9월 13일: 히행선의 선형 개량에 따라 신 2번 선의 공용 개시.
- 2010년 7월 17일: 역 번호 'HS 11'가 부여.

## 사진

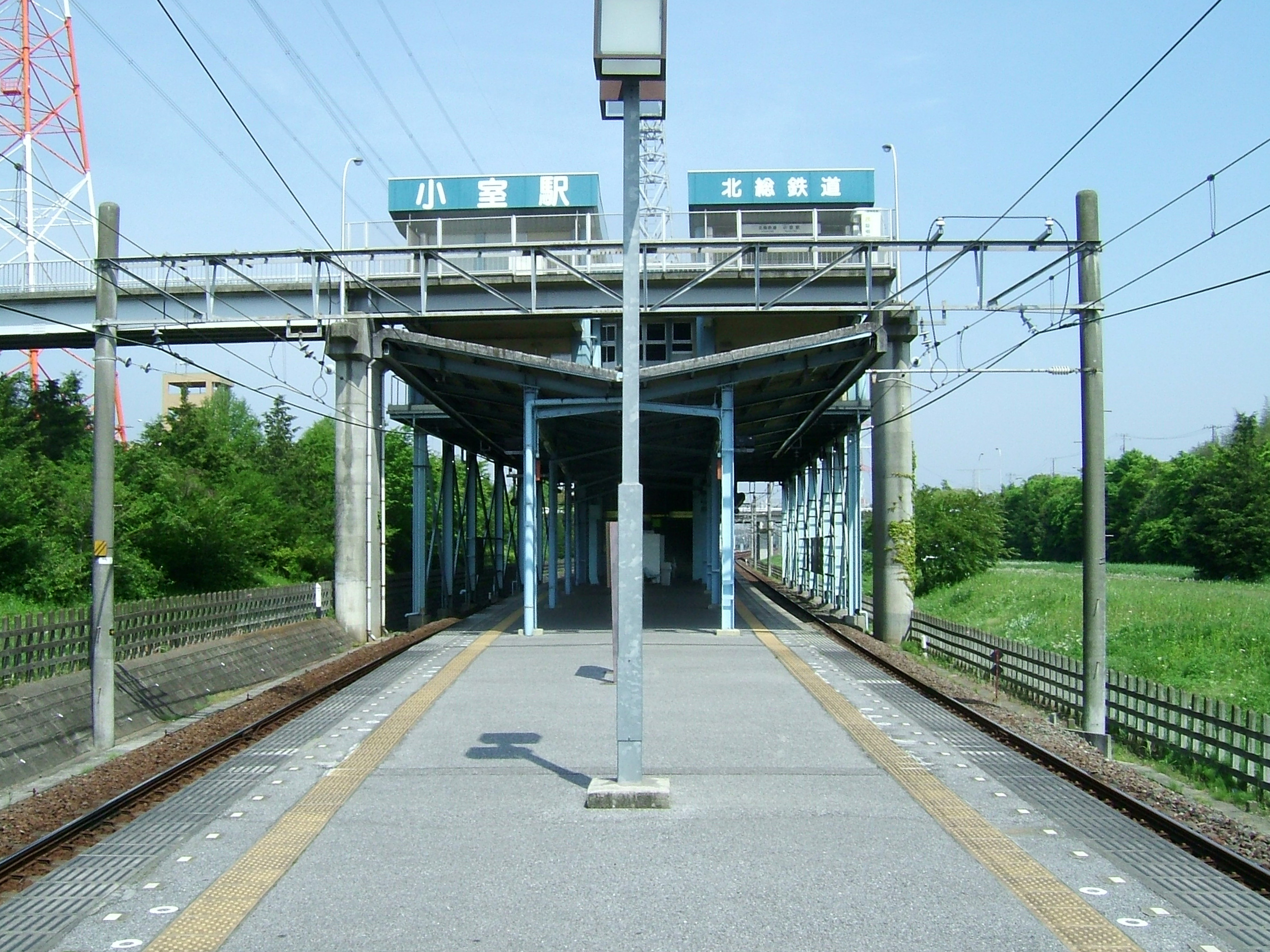
개량 공사 전의 승강장

## 이 역이 등장하는 주요 작품
- 175R의「여인」뮤직비디오（2003년）
- 쉐어 하우스의 연인

## 인접역
| 호쿠소 철도 호쿠소 선                          | 호쿠소 철도 호쿠소 선 | 호쿠소 철도 호쿠소 선                    |
| ---------------------------------------------- | --------------------- | ---------------------------------------- |
| HS 10 시로이 니시마고메 · 하네다 국제공항 방면 | ● 특급 ● 급행 ● 보통  | HS 12 지바뉴타운추오 인바니혼이다이 방면 |

※ 나리타 스카이액세스(게이세이 전철 나리타 공항선)와 공용 구간이지만 당역에는 게이세이 전철이 운행하는 열차는 정차하지 않는다.
※ 호쿠소 선 특급은 평일 아침 상행, 저녁 하행만 운행하고, 호쿠소 선 급행은 평일 저녁 하행만을 운행한다.